# Милорад Кияц
Милорад Кияц е волейболен треньор, водил българския национален отбор по волейбол до 12 юни 2004 г.
Кияц е сърбин по произход и остава в историята на българския волейбол като първия чужденец, който е бил начело на национална волейболна гарнитура. По време на треньорството му отборът не се отличава с особени успехи, но е важно да се отбележи, че има победи над отбора над Сърбия и Черна гора.
Преди това е треньор на ВК „Левски Сиконко“.